# Рождественка (Челябінська область)
Рождественка (рос. Рождественка) — село у Увельському районі Челябінської області Російської Федерації.
Входить до складу муніципального утворення Рождественське сільське поселення. Населення становить 1489 осіб (2010).

## Історія
Від 1924 року належить до Увельського району Челябінської області.
Згідно із законом від 17 вересня 2004 року органом місцевого самоврядування є Рождественське сільське поселення.

## Населення
| 1838  | 1841  | 1868  | 1873  | 1889  | 1926  | 1956  |
| ----- | ----- | ----- | ----- | ----- | ----- | ----- |
| 290   | ↘159  | ↗441  | ↘290  | ↗551  | ↗992  | ↗1070 |
| 1959  | 1970  | 1983  | 1995  | 2002  | 2010  |       |
| ↗1144 | ↗1526 | ↘1420 | ↗1439 | ↘1412 | ↗1489 |       |